# Wereldkampioenschappen synchroonzwemmen 2017 – Solo vrije routine
De vrije routine voor solisten tijdens de wereldkampioenschappen synchroonzwemmen 2017 vond plaats op 17 en 19 juli 2017 in het Városliget in Boedapest.

## Uitslag
| Rang   | Land                    | Naam                | Voorronde | Voorronde | Finale        | Finale        |
| Rang   | Land                    | Naam                | Punten    | Rang      | Punten        | Rang          |
| ------ | ----------------------- | ------------------- | --------- | --------- | ------------- | ------------- |
| Goud   | Svetlana Kolesnitsjenko | Rusland             | 95.5000   | 1         | 96.1333       | 1             |
| Zilver | Ona Carbonell           | Spanje              | 94.1667   | 2         | 95.0333       | 2             |
| Brons  | Anna Volosjyna          | Oekraïne            | 92.8667   | 3         | 93.3000       | 3             |
| 4      | Yukiko Inui             | Japan               | 91.9667   | 4         | 92.0667       | 4             |
| 5      | Linda Cerruti           | Italië              | 89.6000   | 6         | 90.6000       | 5             |
| 6      | Jacqueline Simoneau     | Canada              | 89.8333   | 5         | 90.1333       | 6             |
| 7      | Evangelia Platanioti    | Griekenland         | 87.8000   | 7         | 88.0000       | 7             |
| 8      | Vasiliki Alexandri      | Oostenrijk          | 85.3000   | 8         | 86.3333       | 8             |
| 9      | Eve Planeix             | Frankrijk           | 84.7667   | 9         | 84.6000       | 9             |
| 10     | Vasilina Chandosjka     | Wit-Rusland         | 84.2000   | 10        | 83.7667       | 10            |
| 11     | Min Hae-yon             | Noord-Korea         | 84.1667   | 11        | 82.9000       | 11            |
| 12     | Kate Shortman           | Verenigd Koninkrijk | 83.4667   | 12        | 82.3667       | 12            |
| 13     | Lara Mechning           | Liechtenstein       | 82.8667   | 13        | Uitgeschakeld | Uitgeschakeld |
| 14     | Vivienne Koch           | Zwitserland         | 82.2000   | 14        | Uitgeschakeld | Uitgeschakeld |
| 15     | Maria Clara Coutinho    | Brazilië            | 80.1333   | 15        | Uitgeschakeld | Uitgeschakeld |
| 16     | Marlene Bojer           | Duitsland           | 79.6000   | 16        | Uitgeschakeld | Uitgeschakeld |
| 17     | Szofi Kiss              | Hongarije           | 79.4000   | 17        | Uitgeschakeld | Uitgeschakeld |
| 18     | Yael Polka              | Israël              | 77.9000   | 18        | Uitgeschakeld | Uitgeschakeld |
| 19     | Lee Ri-young            | Zuid-Korea          | 77.8000   | 19        | Uitgeschakeld | Uitgeschakeld |
| 20     | Defne Bakırcı           | Turkije             | 77.3000   | 20        | Uitgeschakeld | Uitgeschakeld |
| 21     | Debbie Soh              | Singapore           | 75.6000   | 21        | Uitgeschakeld | Uitgeschakeld |
| 22     | Dara Tamer              | Egypte              | 75.5667   | 22        | Uitgeschakeld | Uitgeschakeld |
| 23     | Bianca Consigliere      | Chili               | 73.1000   | 23        | Uitgeschakeld | Uitgeschakeld |
| 24     | Nevena Dimitrijević     | Servië              | 72.7333   | 24        | Uitgeschakeld | Uitgeschakeld |
| 25     | Kyra Hoevertsz          | Aruba               | 72.7000   | 25        | Uitgeschakeld | Uitgeschakeld |
| 26     | Hristina Damyanova      | Bulgarije           | 72.3667   | 26        | Uitgeschakeld | Uitgeschakeld |
| 27     | Lee Lee Yhing Huey      | Maleisië            | 72.2667   | 27        | Uitgeschakeld | Uitgeschakeld |
| 28     | Swietłana Szczepańska   | Polen               | 72.0333   | 28        | Uitgeschakeld | Uitgeschakeld |
| 29     | Malin Gerdin            | Zweden              | 72.0333   | 29        | Uitgeschakeld | Uitgeschakeld |
| 30     | Aleisha Braven          | Nieuw-Zeeland       | 67.5333   | 30        | Uitgeschakeld | Uitgeschakeld |
| 31     | Bianca Benavides        | Costa Rica          | 67.3333   | 31        | Uitgeschakeld | Uitgeschakeld |
| 32     | Melissa Alonso          | Cuba                | 66.7000   | 32        | Uitgeschakeld | Uitgeschakeld |